# Glasbeno izrazoslovje
Glasbeno izrazoslovje.

## A
- a, a (francosko) - predlog: »pri«, »k«, »ob«, »za«, »v«, »v stilu nečesa«.
- aber (nemško) - »ampak«.
- a cappella - zborovska glasba brez instrumentalne spremljave.
- accelerando - postopno hitrejši tempo.
- acciaccatura  (italijansko) - zelo hiter predložek k naslednji noti, ki se ne šteje kot ritmična vrednost v taktu.
- accompagnato (italijansko) - »spremljano« spremljevalni instrument mora solistu slediti in se mu prilagajati v tempu.
- adagietto - »pretežno počasi.«
- adagio - »počasi«
- adagissimo - »zelo počasi«
- ad libitum (pogosto tudi okrajšano: ad lib) - hitrost izvajanja ni definirana; po želji izvajalca
- affettuoso – »zanosno«.
- affrettando – »pohitevajoče«.
- agitato – »razburjeno.«
- al, alla – »do«, »na način«.
- alla breve – dvodobni takt, sestavljen  iz dveh polovink.
- alla marcia – »v slogu koračnice«.
- allargando – »razširjujoče,« »upočasnjeno«.
- allegretto – »pretežno živahno,« ali »zmerno hitro.«
- allegro – »živo,« ali »hitro.«
- als – »kot« (nemško).
- altissimo (It.) – »zelo visoko«
- amabile – »ljubeče«, »prijetno«.
- amoroso – »zaljubljeno«.
- andante – »počasnejši zmerni tempo.«
- andantino – malo hitreje kot andante.
- animato – »razgibano«, »živo«.
- apaisé – »umirjeno« (francoščina).
- a piacere – »po želji«. Označuje, da izvajalcu ni potrebno strogo slediti ritmu ali tempu.
- appoggiatura (It.) – »naslon« – predložek, ki se »nasloni« na naslednjo noto in s tem prevzame tudi del njene dolžinske vrednosti v taktu.
- appassionato – »strastno.«
- arpeggio – dobesedno, kot harfa (arpa).  Označuje, da se note določenega akorda zaigrajo hitro ena za drugo (in ne hkrati), večinoma od nižjih proti višjim tonom. V klavirski glasbi je to rešitev pri igranju razsežnih akordov, ki jih sicer s hkratnim obsegom roke ne bi mogli zaigrati na drugačen način. Glasba, ki je generirana z omejeno računalniško strojno opremo (npr. video igre) in ni zmožna polifone zvokovne reprodukcije, uporablja podobno tehniko, da zaigra akord s pomočjo enega zvočnega generatorja. Arpeggii so tudi spremljevalni vzorci pri generalbasu ali korepeticijah starejše klasične glasbe.
- arco – »zaigrano z lokom,« nasprotno tehniki pizzicato »zabrenkano,« v glasbi za godalne instrumente.
- assai – »zelo.«
- assez– »dovolj«, »zadostujoče« (francoščina). Včasih uporabljeno v istem smislu kot assai.
- attacca – (na koncu stavka): navodilo za začetek igranja novega stavka nemudoma, brez diha ali premora.
- Ausdruck – »izraz« (nemščina).
- ausdrucksvoll – »izrazito« (nemščina).
- avec – »z« (francosko).

## B
- basso continuo – basovska melodična linija, ki je kontinuirano igrana skozi vso skladbo in podaja harmonsko strukturo skladbi. Uporablja se predvsem v baročni glasbi.
- bisbigliando – »šepetaje« – poseben zvočni efekt tremola pri harfi, ki pomeni da se pri majhni dinamiki (tiho) akord ali ena nota hitro ponavlja.
- bocca chiusa – z zaprtimi usti (v uporabi pri pevcih, pojejo na »m«).
- brillante – »brilijantno,« »iskrivo.«
- brio – »intenzivno«; večinoma v izrazu con brio (glej naslednji izraz).
- brioso ali con brio – »intenzivno.«
- bruscamente – »osorno, robato«.

## C
- calando – »umirjajoče«; postopno upočasnjevanje tempa in zmanjševanje dinamike.
- cambiare – »zamenjati« – kakršna koli sprememba, npr. zamenjati instrument, pri čemer se uporablja tudi izraz muta in
- cantabile – »spevno.«
- cesura ali caesura – je glasbena oznaka, ki najavlja popoln premor v glasbi.
- chiuso – »zaprto« – pri rogu, pomeni da mora biti zvočilo »zadušena« z roko.
- col legno – »z lesom«; velja za godala - strune morajo biti udarjene z lesenim delom loka; tudi battuta col legno: »udarjeno z lesom.«
- coloratura – »barvitost« – temeljito okraševanje vokalne linije (glej tudi koloraturni sopran).
- comodo – »udobno« – pri zmernem tempu.
- con – »z,« v kontekstu z mnogimi izrazi, npr. con allegrezza («z živahnostjo«), con amore («z nežnostjo, z ljubeznijo«).
- con amor – »z ljubeznijo« – nežno.
- con brio – krepko.
- con fuoco – »ognjevito«.
- con moto – »v enakomernem tempu.«
- con sordino – »z dušilcem]].«
- coperti – bobni, dušeni s prevleko.
- crescendo – naraščajoča glasnost, obratno od tega je decrescendo (tudi diminuendo).

## D
- da capo – »od začetka.«
- deciso – »odločno.«
- decrescendo, tudi diminuendo ali dim. – »pojemajoče« – navodilo za izvajanje glasbe s postopnim zmanjševanjem glasnosti (obratno = crescendo).
- divisi – (krajše div.) »razdeljeno«: v notnem partu, kjer več glasbenikov praviloma igra iste note; se v primerih polifonega ali hkratnega vertikalnega zapisa več not - razdeli skupina izvajalcev glede na število zapisanih melodičnih linij. Najpogosteje se divisi uporablja pri godalih. (Razrešitev ukaza divisi je označena z unisono:glej tam).
- dolce – »sladkobno.«
- dolente – »žalostno.«
- dinamika – se nanaša na relativno glasnost pri izvajanju določene skladbe

## E
- espressivo – »izrazno.«
- estinto – »kolikor mogoče lahno,« »brez življenja« (dobesedno »izbrisano«).

## F
- fine – »konec,« pogosto v uporabi kot al fine («do konca«).
- forte – večinoma označeno s f: glasno. Izraz fortissimo ali ff pomeni »zelo glasno.«
- fortepiano – 1. glasno in takoj nato tiho ; 2. drugi izraz za različico klavirja.
- fuoco – »ogenj«; »con fuoco« pomeni »ognjevito.«
- fortefortissimo najglasneje

## G
- geschwind (nemško) – »hitro.«
- getragen (nemško) – »zadržano.«
- giocoso – »veselo, igrivo.«
- glissando – zvezni zvočni zdrs od enega do drugega tona («pravi« glissando - ki ga lahko izvajajo vsa godala, pozavna, tudi klarinet), ali pa hitro zaigrana naključna lestvica, ki jo zaigramo na teh ali vseh ostalih instrumetih, ki omogočajo igranje različnih tonskih višin (an »efektivni« glissando).
- grazioso – »graciozno.«
- giusto – točno, natančno.

## H
- Hauptstimme (nemško) – »glavna tema«, pri kontrapunktičnih skladbeh prvotnega pomemnosti, za nesprotno od Nebenstimme.

## I
- immer (nemško) – »vedno.«
- impetuoso – ».«
- in altissimo – igrati oktavo višje.
- incalzando – z naraščujočo hitrostjo.

## K
1. kräftig (nemško) – »močno.«

## L
- lacrimoso – »žalostno« (dobesedno »jokajoče«).
- lamentoso – »tožeče.«
- langsam (nemško) – »počasi.«
- larghetto – »zmerno počasi«; ne tako počasi kot largo.
- largo – »počasi.«
- legato – »vezano«.
- leggiero – »lahkotno,« »delikatno.«
- lent (francosko) – »počasi.«
- loco – igraj kot je napisano (večinoma v uporabi kot prekinitev 8va igranja).
- lusingando – »laskavo.«
- lento leno

## M
- ma – »toda.«
- ma non troppo – »toda ne preveč.«
- maestoso – »veličastno.«
- malevolo - »zlobno, zlohotno.«
- mano destra – zaigrano z desno roko (okrajšava: MD).
- mano sinistra – zaigrano z levo roko (okrajšava: MS).
- marcia – koračnica; alla marcia pomeni »v slogu koračnice.«
- martellato – zelo poudarjeno.
- mässig (nemško) – »zmerno.«
- MD – glej mano destra.
- meno – »manj«; glej npr.meno mosso, pri izrazu mosso.
- mezza voce – »z umirjeno glasnostjo,« dobesedno »polglasno.«
- mezzo – »polovica, srednje«; v uporabi s povezavami, npr. mezzo forte (mf).
- mezzo forte – »srednje glasno«.
- mezzo piano – »srednje tiho«.
- mezzo-soprano – ženski pevski glas med altom in sopranom, z obsegom večinoma od a do f2.
- moderato – »zmerno,« pogosto kombinirano z drugimi izrazi, npr. »allegro moderato«.
- molto – »zelo«
- morendo – »umirajoče« v smislu dinamike ali tempa.
- mosso – »gibanje«; združeno s »più« ali z »meno«, za bolj razgiban ali manj razgiban tempo.
- MS – glej mano sinistra.
- munter (nemško) – »živo«.
- marcato - poudarjeno.

## N
- Nebenstimme (nemško) – »stranski glas.«  kontrapunktična linija, v istočasnem poteku z Hauptstimme.
- nicht zu schnell (nemško) – »ne prehitro.«
- notes inégales (francosko) – neenake notne dolžine.
- non legato - ne vezano.

## O
- ossia – označuje alternativni notni zapis ali način izvajanja določenega dela skladbe, večinoma zapisan z malimi notami v dodatnem notnem črtovju.

## P
- piano – oznaka: p, tiho petje ali igranje glasbe. Izrazu soroden je pianissimo, pp, ki pomeni »zelo tiho.«
- pesante – »težko.«
- piacevole – »ugajajoče.«
- piangevole – »jokajoče«.
- più – »bolj«; glej npr. mosso.
- pizzicato – »brenkano,« v glasbi za godala; nasprotno načinu igranja arco, ki pomeni »igranje z lokom«, in služi za prekinitev igranja pizzicato na godalih.
- pochettino (poch) – »čisto malo.«
- poco – »malo«, kot npr. pri poco più allegro («malo hitrje«).
- poco a poco – »malo po malo; postopno.«
- poi – »potem,« nakazuje sosledje glasbenih navodil; npr. diminuendo poi subito fortissimo: »vedno tišjr in potem naenkrat glasno.«
- portamento –  1. večinoma drsenje tonov od enega proti drugemu (posebno pri petju; pogostejši izraz je glissando v instrumentalni glasbi); 2. v klavirski literaturi pomeni način artikulacije med legatom in staccatom.
- portato – non-legato but not as short as staccato (same as portamento [2], in this list).
- precipitato – »prehitevajoče.«
- prestissimo – »izjemno hitro.«
- presto – »zelo hitro.«
- prima volta – »prvič«; npr. prima volta senza accompanimento («prvič brez spremljave«); izraz je dodatno navodilo pri znaku za ponovitev glasbe.
- primo – »prvi.«
- pianopianissimo najtišje zelo tiho igranje ali petje

## Q
- quasi – »kakor,« »skoraj.«

## R
- rallentando (rall.) – »postopno počasneje, umirjajoče«.
- rasch (nemško) – »hitro.«
- restez (francosko) – zaustaviti se na določeni noti ali struni.
- rinforzando (rf) – »poudarjena glasnost«; včasih podobno nenadnemu crescendu, večinoma pa se nanaša na eno noto.
- ritardando (rit.) – »postopno počasneje.«
- ritenuto (riten.) – »hitra upočasnitev tempa,« (praviloma bolj kot ritardando; za razliko od ritardanda se lahko nanaša na eno samo noto.
- rubato – spremenljiv tempo znotraj glasbene fraze, s katerim dosežemo izrazni efekt; večinoma so ti tempi prepuščeni svobodni izbiri izvajalca

## S
- scherzando – »igraje, zabavljivo.«
- scherzo – »šala.«
- schneller (nemško) – »hitreje.«
- scordatura – različica tonske uglasitve praznih strun pri godalnih instrumentih.
- sempre – »vedno.«
- senza – »brez.«
- senza sordino – »brez dušilca.«
- sforzando ali sfz – močan poudarek določene note.
- simile – »podobno«— tj. podobnost se nanaša na prejšnjo oznako za način izvajanja, karkoli že je bila.
- soave – »gladko, tekoče.«
- sostenuto – »zadržano.«
- sotto voce – lahno, dobesedno »polglasno« je navodilo, naj glasbenik nadaljuje izvajanje glasbe v bolj umirjenem ali subtilnem tonu.
- staccato – navodilo izvajalcu, naj igra kratke, ostre note. V glasbeni notaciji je oznaka za staccato majhna pika pod ali nad noto.
- smorzando (ali smorz.) – zabrisati tone; »umirajoče.«
- subito – »takoj, nenadno.«
- sul ponticello – način igranja pri godalih, ki pomeni igranje z lokom blizu kobilice, kar povzroči značilen »steklen« zvok, pri katerem so poudarjeni višji alikvotni toni.
- sul tasto – način igranja pri godalih, ki pomeni igranje z lokom nad ubiralko (tasto), kjer sicer glasbenik igra s prsti

## T
- tacet, izraz uporabljan za prekinitev igranja večje skupine glasbenikov, medtem ko solist izvaja del skladbe v svobodni izbiri tempa
- tempo – »čas« – hitrost izvajanja glasbe.
- tenuto – »zadržano« – navodilo, naj glasbenik zaigra malo daljši ton, kot nakazuje njegova notna vrednost.
- tremolo – hitro ponavljanje enega tona ali hitro ponavljanje dveh ali več tonov; včasih se tudi (nepravilno) tolmači kot hitro spreminjanje višine istega tona (glej vibrato). Z notnimi simboli je tremolo označen kot diagonalna črta skozi notno črtovje, ali pa kot črta, ki se navezuje na zapisane note.
- tre corde – (tc; dobesedno »tri strune«; navodilo, naj se pri klavirju izpusti levi pedal (ki ga v klavirski glasbi označimo z una corda).
- tutti – »vsi skupaj,« izraz, ki je večinoma uporabljen pri orkesterskem ali zborovskem delu, ko vsi glasovi nastopijo naenkrat. Uporablja se tudi kot navodilo za vključitev vseh orgelskih registrov.

## U
- una corda – »ena struna« – v klavirski glasbi navodilo za pritisk levega pedala, ki povzroči premik kladivc tako, da udarjajo le po eni struni in s tem povzročijo spremembo (zmanjšanje) jakosti zvoka. (Večina modernih instrumentov sicer deluje tako, da kladivce udari po dveh namesto po treh strunah). Temu navodilu je nasprotno tre corde, levi pedal je izpuščen.
- un poco – »malo.«
- unisono (or unis) – »enoglasno« – več izvajalcev igra iste note orkesterske oartiture ali parta, obratno od razdelitve izvajalcev na skupine pri navodilu divisi.

## V
- vivace – »živahno,« »hitrejši tempo.«
- V.S. (volti subito) – »hitro obrni stran«; pogosto uporabljan izraz v orkesterskih partih.

## W
- wolno – (poljsko) »počasi«. Izraz se nahaja v skladbi »Slon«, ki je del ciklične skladbe »Živalski karneval«, Camilla Saint-Saensa. Redko uporabljan izraz!
- vivo - živo.

## Z
- Zeitmass (nemško) – tempo, hitrost.